# Đuôi cụt to
Đuôi cụt to (danh pháp hai phần: Pitta superba) là một loài chim trong họ Pittidae.
Là loài đuôi cụt lớn, với chiều dài tới 22 cm. Nó có bộ lông màu đen với đôi cánh màu lam ngọc, bụng màu đỏ tươi và các lông thứ cấp màu xanh lục ở chỏm. Cả hai giới gần như tương đồng tuy rằng chim mái hơi nhỏ hơn và xỉn màu hơn so với chim trống.
Đuôi cụt to sinh sống và là đặc hữu của các khu rừng nguyên sinh và thứ sinh ở độ cao 100–200 m trên đảo Manus của Papua New Guinea. Giống như các loài đuôi cụt khác, nó là loài chim nhút nhát và hiếm khi người ta thấy nó di chuyển trên mặt đất. Thức ăn chủ yếu của nó là các loài ốc.
Do mất nơi sống đang diễn ra vì việc đốn hạ cây, phạm vi sinh sống hạn hẹp và quy mô quần thể nhỏ, nên đuôi cụt to được đánh giá là sắp nguy cấp trong Sách đỏ IUCN về các loài nguy cấp.